# Bogdánffy Szilárd
Boldog Bogdánffy Szilárd (Feketetó, 1911. február 21. – Nagyenyed, 1953. október 2.) püspök, vértanú.

## Gyermekkora és iskolái
Az erdélyi örmény Bogdánffy család leszármazottja.  Szilárd 1911. február 21-én született az akkor Torontál vármegyéhez, ma a szerbiai Vajdasághoz tartozó Feketetón. Édesapja, Bogdánffy Ignác kántortanító, édesanyja Welebny Aranka. Elemi iskoláit a ma Romániához tartozó Torontálkeresztesen (Cruceni) végezte, a gimnáziumot pedig a Temesvári Piarista Gimnáziumban, ahol 1929-ben érettségizett. 
Teológiai tanulmányait a nagyváradi Teológiai Akadémián kezdte meg. Két év múlva, kiváló eredményei láttán, elöljárói Magyarországra, a budapesti Központi Papnevelő Intézetbe küldték, hogy ott magasabb szintű tanulmányokkal készüljön fel a neki szánt tanári pályára. 1934 nyarán tért vissza Nagyváradra, ahol megyés püspöke, Fiedler István, június 29-én pappá szentelte.

## Pályafutása
Felszentelése évében a szatmári papnevelő intézetben kezdte meg szolgálatát helyettes tanárként és tanulmányi felügyelőként. Egy évvel később hittanári kinevezést kapott a nagyváradi Gojdu Líceumba, ezzel egyidejűleg pedig a püspökség által fenntartott konviktus, a Szent József Intézet hittanára és lelkésze is volt. 1937-ben, hogy a román előírásoknak megfeleljen és továbbra is tanárként működhessen, a balázsfalvi görögkatolikus teológián licenciátust szerzett. 1938-tól az Orsolya-rend által vezetett Tanítóképző Intézetben is elvállalta a lelkivezetői és hittanári feladatot. E sokrétű munkája következtében kapcsolatba került szinte az egész város fiatalságával, és nagy népszerűségre tett szert körükben.
A fiatal magyar pap fokozódó népszerűségét a román hatóságok nem nézték jó szemmel, ezért 1939-ben koholt váddal (részvétel Rongyos Gárda szervezésében) letartóztatták, majd román állampolgárságától megfosztva, kitoloncolták Magyarországra. Itt a második bécsi döntésig a Ranolder Intézet hitoktatója volt, majd 1940 szeptemberében visszatért az újra Magyarországhoz csatolt Nagyváradra.
Márton Áron gyulafehérvári püspök 1940. szeptember 15-ével kinevezte teológiai tanárnak a nagyváradi Papnevelő Intézetbe. A papi szeminárium lelki vezetésével, valamint az erkölcstan oktatásával bízták meg. 1943-ban a budapesti Pázmány Péter Tudományegyetem Hittudományi Karán megvédte „A szinoptikus apokalipszis” címen benyújtott doktori értekezését. A negyvenes évek első felében részt vett a váradi katolikus középiskolai oktatási rendszer újjászervezésében: szerepe volt a Premontrei Gimnázium és az Orsolya-rendi leánygimnázium újraindításában. A nyilas hatalomátvételt követően részt vett az üldözöttek mentésében. A volt orsolyita-növendékek számára 1945-ben megalapította a Merici Szent Angéla harmadrendet. 1945 és 1947 között, a háborút követő tanárhiány miatt, nem csak hittant, latint, franciát és matematikát is tanított.
1947 tavaszán elfogadta Scheffler János püspök hívását, és Szatmáron a püspök titkára lett. Miután Romániában 1948-ban államosították az egyházi középiskolákat és bezáratták a helyi papnevelő intézetet, Felsőbányán és Szinfaluban titkos szemináriumokat szervezett a papi utánpótlás biztosítására.

### Titokban felszentelt püspök

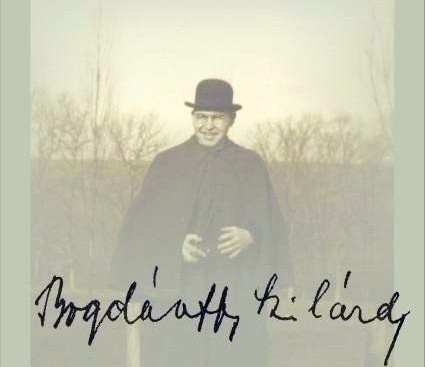
Bogdánffy aláírása és fényképe 1940 körül

Az egyre fokozódó egyházüldözés miatt, számítva arra, hogy a püspököket a román hatóságok letartóztatják, 1949. február 14-én a bukaresti nunciatúrán titokban püskökké szentelte Gerald Patrick Aloysius O'Hara nuncius érsek . Amikor a nacionalista-kommunista rezsim a római katolikus egyházat be akarta olvasztani a nemzeti egyházba, ezáltal elszakítva a Rómától és a pápától, Bogdánffy Szilárd bátran szembefordult ezzel a szándékkal, és megtagadta a kért együttműködést. 1949. április 5-én az állambiztonsági szervek letartóztatták.
Négy év alatt, ítélet nélkül, megjárta Románia több rettegett börtönét (Jilava, Capul Midia, Máramarossziget). Koncepciós perére 1953-ban került sor. 12 évnyi kényszermunkára ítélték. Bár védőinek sikerült elérnie az ítélet megsemmisítését, de a per újratárgyalására már nem került sor, mivel az elszenvedett kínzások és egy súlyos tüdőgyulladás következtében, amelyre nem kapott gyógyszert, a nagyenyedi börtönben 1953. október 2-án elhunyt. Holttestét egy rabtemetőbe temették, melynek helyét később beépítették. Sírhelye így ismeretlen.
2010. október 30-án boldoggá avatták a nagyváradi székesegyházban. A boldoggáavatási dekrétumot XVI. Benedek pápa küldötteként Angelo Amato érsek, a Szenttéavatási Ügyek Kongregációjának prefektusa olvasta fel.

## Képek

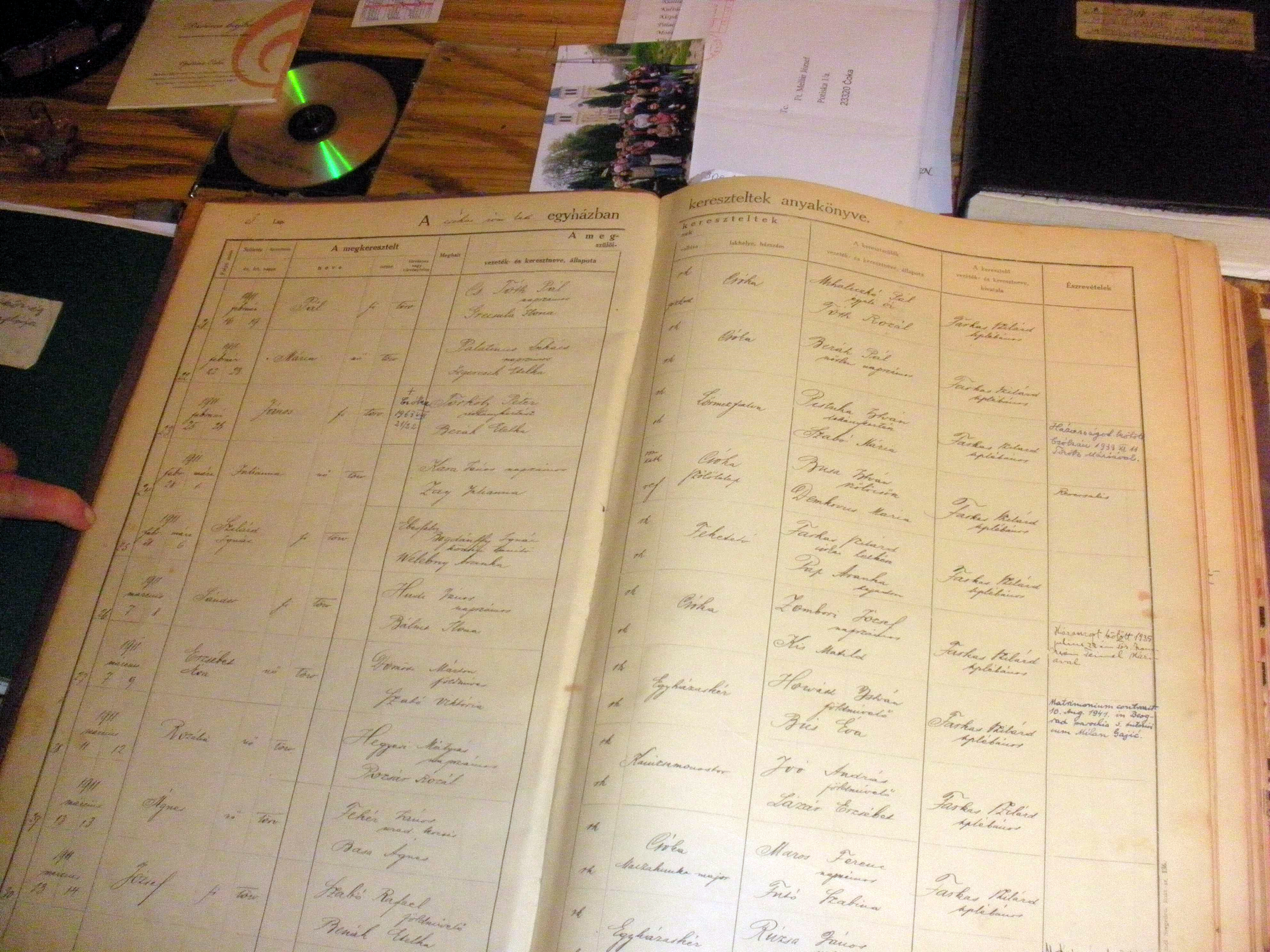
Keresztelési bejegyzés Bogdánffy Szilárdról a keresztelési könyvben Csókán
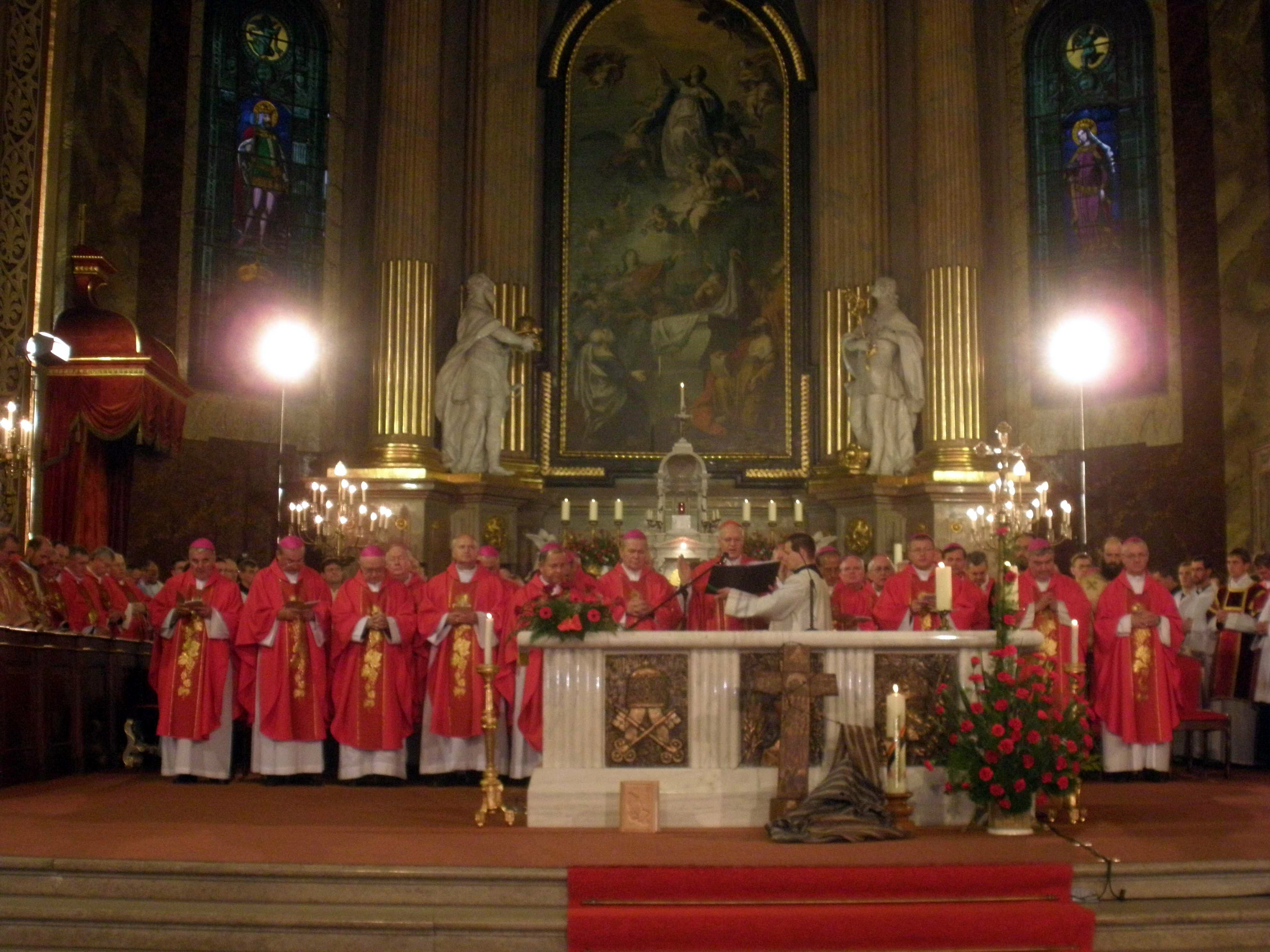
Első könyörgés az új Boldog Szilárd tiszteletére
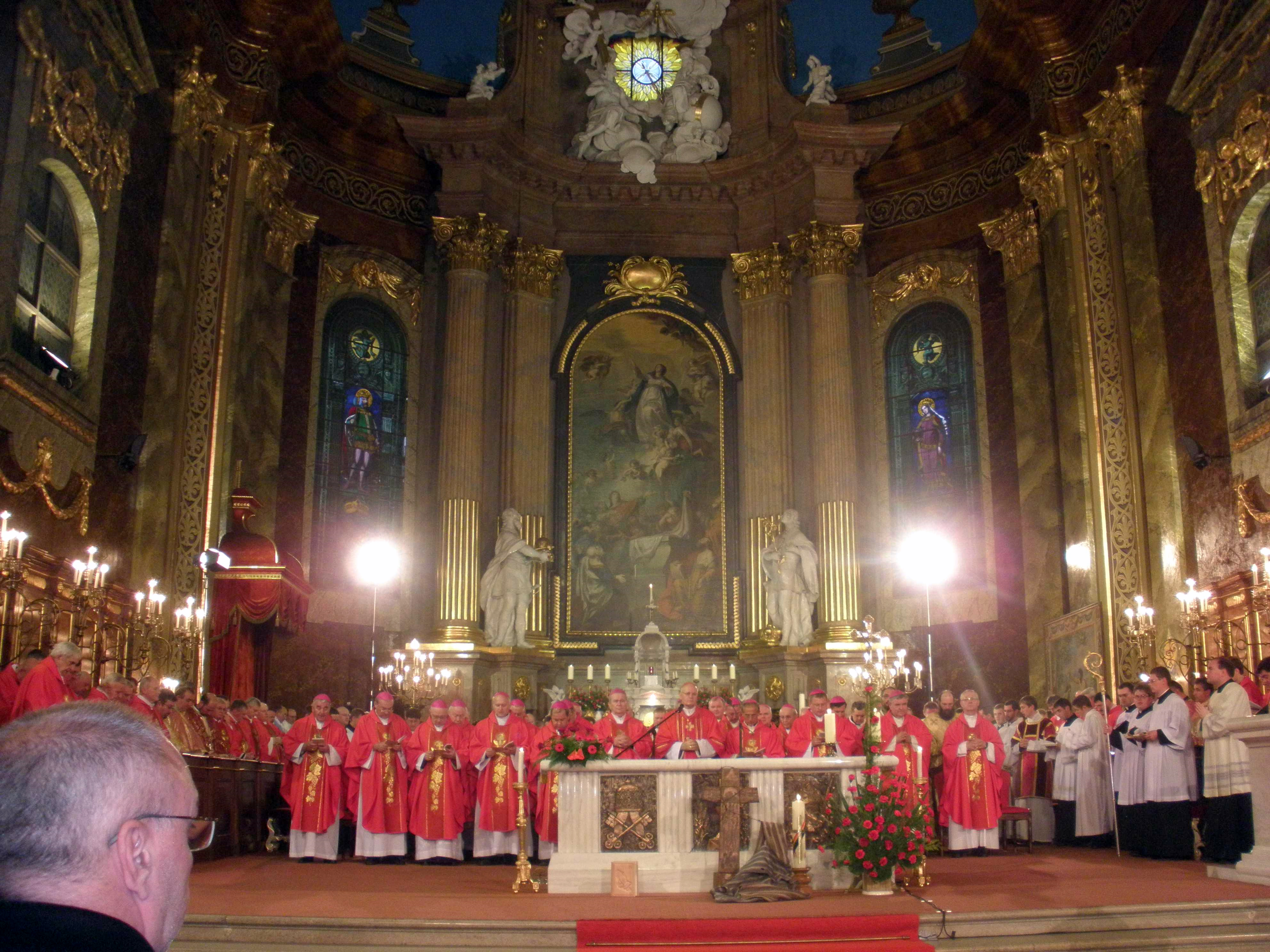
Majdnem ötven püspök és kétszáz pap pap vett részt a boldoggáavatáson
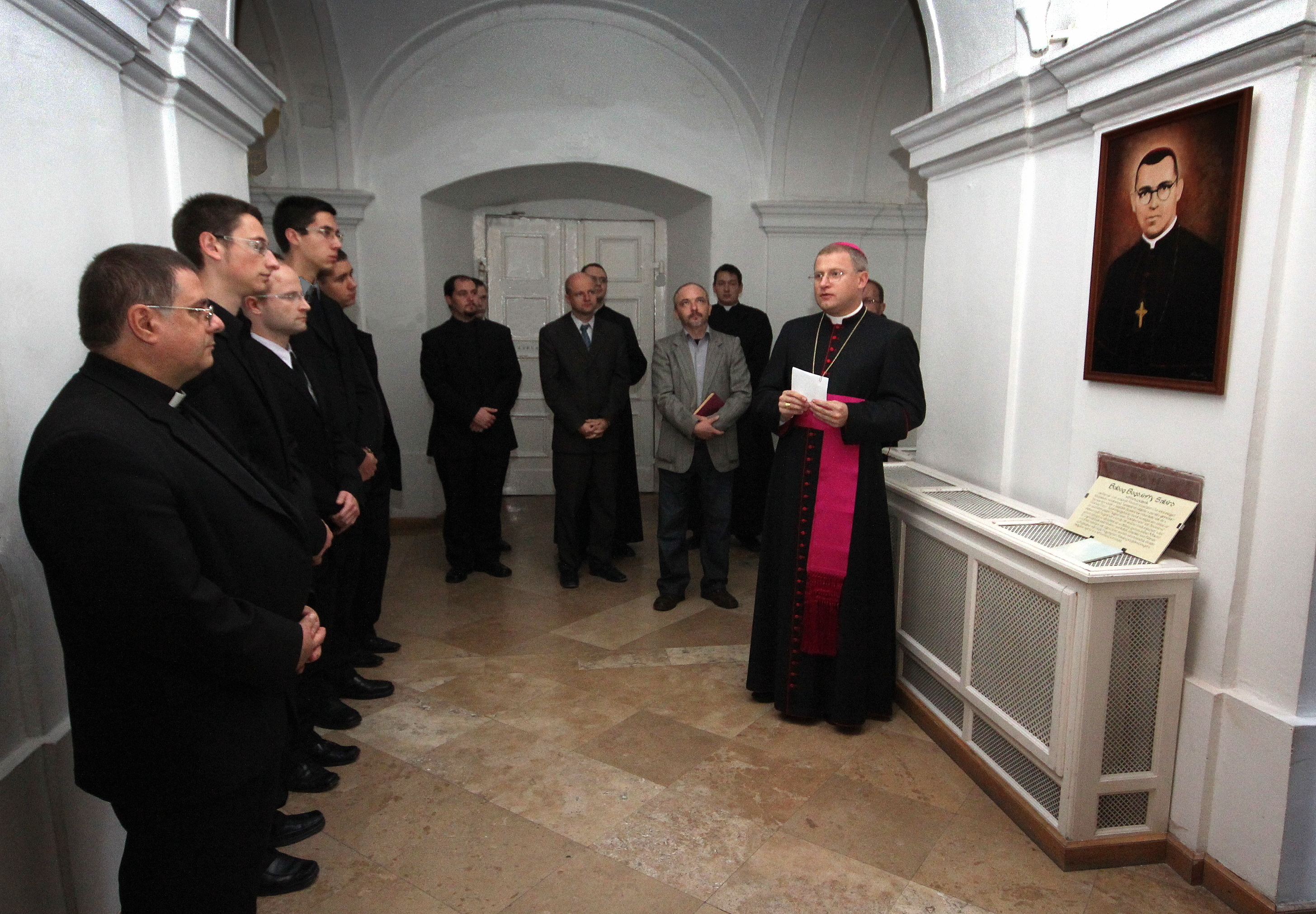
A budapesti Központi Papnevelő Intézetben, Böcskei László nagyváradi megyés püspök Bogdánffy emlékkiállítást nyit meg